# 두촌초등학교
두촌초등학교는 대한민국 강원특별자치도 홍천군 두촌면 자은리에 있는 공립 초등학교이다.

## 학교 연혁
- 1922년 10월 30일 두촌공립보통학교 개교(설립인가 7월 19일)
- 1938년 4월 1일 두촌공립심상소학교로 개칭
- 1941년 4월 1일 두촌공립국민학교로 개칭
- 1952년 10월 20일 평천분실 개설
- 1953년 2월 6일 원동분교장 설치
- 1992년 3월 1일 평천국민학교 통합
- 1996년 3월 1일 교명 변경 (두촌초등학교)
- 1996년 3월 1일 장남분교장, 원동분교장 통합
- 2001년 5월 4일 환경개선공사 완료
- 2014년 3월 1일 철정초등학교 본교로 통폐합
- 2016년 9월 28일 체육관 『나래관』 준공
- 2021년 1월 8일 제97회 졸업식(9명) 거행(총 4,233명 졸업)
- 2021년 9월 1일 제44대 최수호 교장 부임

## 학교 상징
- 교화 : 개나리 - 개나리는 샛노란 모습으로 희망을 머금고 여름내 푸름을 꾸며 피어난다. 밝은 희망을 가슴에 담고 환하게 피어나자!
- 교목 : 잣나무 - 사계절 푸른 잣나무는 언제나 강한 생각으로 하늘을 향해 높은 날개를 편다. 항상 푸른 마음으로 건강하게 생활하자!

## 참고 자료
- 두촌초등학교 - 한국교육학술정보원 학교알리미